# Brooke Smith
Pour les articles homonymes, voir Smith et Brooke Smith (basket-ball).
Brooke Smith (née le 22 mai 1967 à New York aux États-Unis) est une actrice américaine principalement connue pour son rôle de Dr. Erica Hahn dans la série télévisée Grey's Anatomy.
Elle quitte la série lors de l'épisode 7 de la saison 5, en novembre 2008.

## Filmographie

### Cinéma
- 1988 : The Moderns, de Alan Rudolph
- 1991 : Le Silence des agneaux, de Jonathan Demme : Catherine Martin
- 1993 : Mr. Wonderful, d'Anthony Minghella : Jan
- 1994 : Chassé-croisé, de Warren Leight : Catha
- 1995 : Vanya, 42e rue, de Louis Malle : Sonya, la nièce de Vanya et la fille du professeur
- 1996 : Kansas City, de Robert Altman : Babe Flynn
- 1996 : Trees Lounge, de Steve Buscemi : Tina
- 1999 : L'Ombre d'un soupçon, de Sydney Pollack : Sarah
- 2001 : Séries 7, de Daniel Minahan : Dawn Lagarto
- 2002 : Bad Company, de Joel Schumacher : Agent Swanson
- 2004 : Melinda et Melinda, de Woody Allen : Cassie
- 2005 : In Her Shoes, de Curtis Hanson : Amy
- 2007 : Un nom pour un autre, de Mira Nair : Sally
- 2010 : The Apern Papers, de Mariana Hellmund
- 2010 : A Little Help, de Michael J. Weithorn : Kathy Helms
- 2010 : Fair Game, de Doug Liman : Diana
- 2013 : Last Days of Summer (Labor Day), de Jason Reitman : Evelyn, la mère de Barry
- 2014 : Interstellar de Christopher Nolan : Une infirmière de la station Cooper
- 2017 : To the Bone de Marti Noxon : Olive
- 2018 : Les Potes (Dude) d'Olivia Milch : Lorraine
- 2019 : Scandale (Bombshell)  de Jay Roach : Irena Brigante

### Télévision
- 1996 : New York, police judiciaire (Law and Order) :  avocate de la défense Margot Bell (saison 6, épisode 16)
- 1998 : Homicide - Saison 7 épisode 16 : Josephine Pitt
- 1998 - 1999 : The Hunger : Lee Cooper / Madeleine (2 épisodes)
- 2001 : Tribunal central - Saison 2 épisode 10 : Lynn Hoffman
- 2001 : Big Apple : Lois Mooney (3 épisodes)
- 2002 : New York, section criminelle : Tessa Rankin (saison 1, épisode 16)
- 2004 : Six Feet Under - Saison 4 épisode 7 : Carolyn Pope
- 2005 : New York, police judiciaire : avocate de la défense Margot Bell (saison 16, épisode 1)
- 2005-2008 : Grey's Anatomy : Dr Erica Hahn (25 épisodes)
- 2007 : Preuve à l'appui : Dr. Kate Switzer (13 épisodes)
- 2007 : Weeds : Valerie Scottson (4 épisodes)
- 2007 : Dirty Sexy Money - Saison 1 épisode 1 : Andrea
- 2007 : New York, police judiciaire : Mrs. Kurland (saison 17, épisode 20)
- 2010 : Esprits criminels - Saison 5 épisode 16
- 2012 : American Horror Story - Saison 2 épisode 9 : Thérapeute de Johnny Morgan
- 2012 : New York, unité spéciale : Delia Wilson (saison 13, épisode 23 ; saison 14, épisodes 1 et 2)
- 2013 - 2015 : Ray Donovan : Frances (13 épisodes)
- 2016 - 2017 : Bates Motel : Shérif Greene (6 épisodes)
- 2018 : Supergirl : Jacqueline Nimball (1 épisode)
- 2018 : The Crossing : Diana / Mary Smith (3 épisodes)
- 2018 : Chicago Med : Amber Young (1 épisode)
- 2019 : Projet Blue Book : Sara Downing (1 épisode)
- 2019 : The Act : Myra Toppan (1 épisode)
- 2019 : The Good Fight : Zelda Raye (1 épisode)
- 2019 : Unbelievable : Dara Kaplan (1 épisode)
- 2020 : Big Sky : Merrilee Legarski
- 2021 : Them ( eux ) : Helen Koistra
- 2023 : Class of '09 : l'agent Drew

## Voix françaises
| En France - Véronique Augereau dans : - Grey's Anatomy (série télévisée) - New York, police judiciaire (série télévisée) - Preuve à l'appui (série télévisée) - Weeds (série télévisée) - Esprits criminels (série télévisée) - American Horror Story (série télévisée) - Ray Donovan (série télévisée) - Last Days of Summer - Bates Motel (série télévisée) - Harry Bosch (série télévisée) - To the Bone - Supergirl (série télévisée) - Chicago Med (série télévisée) - Projet Blue Book (série télévisée) - Unbelievable (série télévisée) - The Good Fight (série télévisée) - Big Sky (série télévisée) - FBI Promotion 2009 (mini-série) | Et aussi - Brigitte Berges dans Le Slience des agneaux - Françoise Cadol dans L'Ombre d'un soupçon - Caroline Beaune dans Bad Company - Julie Dumas dans In Her Shoes - Sabeline Amaury dans Fair Game - Dorothée Jemma dans Dirty Sexy Money (série télévisée) - Annabelle Roux dans Graceland (série télévisée) - Claire Guyot dans Hand of God (série télévisée) - Flora Brunier dans The Act (série télévisée) - Emmanuelle Rivière dans Good Doctor (série télévisée) - Charlotte Juniere dans Les Potes - Déborah Perret dans Eux (série télévisée) - Delphine Saley dans Grotesquerie (série télévisée) |